# Gate-Rimom
Gate-Rimom era uma cidade da tribo de Dã designada aos levitas coatitas.
I Crônicas 6:66–70 parece constituir Gate-Rimom em cidade efraimita. Entretanto à base do relato paralelo em Josué 21:23–24, hebraístas acreditam que, por erro de escriba, uma parte do texto foi acidentalmente omitida e perdida. De modo que sugerem que se insira o seguinte (correspondendo a Josué 21:23 antes de I Crônicas 6:69: "e seus arrabaldes e Gate-Rimom e seus arrabaldes . . ." Esta pode ter sido a versão original. Todavia, não se deve desperceber a possibilidade de que Gate-Rimom era uma cidade danita encravada no território de Efraim.
Gate-Rimom costuma ser identificada com Tell Jerisheh (Tel Gerisa), a uns 8 quilômetros ao nordeste da moderna Tel Aviv-Yafo.